# Сенин, Владимир Борисович
Владимир Борисович Сенин (род. 17 сентября 1960, Москва) — Депутат Государственной Думы Федерального собрания Российской Федерации VIII созыва. Член Комитета Государственной Думы по финансовому рынку, член фракции «Единая Россия». Председатель Подкомитета и Экспертного совета по устойчивому развитию и зеленому финансированию. Действительный государственный советник Российской Федерации III класса. Кандидат юридических наук. До избрания депутатом — заместитель председателя правления АО «Альфа-банк». Из-за вторжения России на Украину, находится под международными санкциями Евросоюза, США, Великобритании и ряда других стран

## Биография
Окончил Московский институт управления им. С. Орджоникидзе (1982), Московскую государственную юридическую академию (1995), аспирантуру Российской академии государственной службы при Президенте России (2005). Кандидат юридических наук.
С 1991 по 1995 годах замещал руководящие должности в системе исполнительной власти города Москвы в период становления новой системы управления городским хозяйством. С 1995 по 2003 годы состоял на федеральной государственной службе в Аппарате Государственной Думы и Аппарате Совета Федерации Федерального Собрания Российской Федерации.
С 2003 по 2021 годы работал в АО «Альфа-банк». С 2011 года заместитель Председателя Правления АО «Альфа-банк».
С 2015 года профессор Кафедры теории и практики взаимодействия бизнеса и власти НИУ «Высшая школа экономики».
Ведет активную деятельность в профессиональных объединениях и организациях. Первый заместитель Председателя Совета Ассоциации банков России, член Комиссии Российского союза промышленников и предпринимателей по банкам и банковской деятельности, член Совета по развитию финансового рынка Совета Федерации Федерального Собрания Российской Федерации.
С 2014 по 2017 год президент Ассоциации менеджеров, одного из ведущих деловых объединений России. Ассоциация объединяет профессиональных управленцев различных отраслей российской экономики в большинстве регионов Российской Федерации.
Победитель национальной премии «ТОП-1000 российских менеджеров» в 2012 и 2019 годах, учрежденной Ассоциацией менеджеров и ИД «Коммерсант», в номинации «Лучший директор по отношениям с органами власти». Рейтинг ежегодно публикуется в газете "Коммерсантъ". В 2012 году победитель Национальной банковской премии в номинации «За личный вклад в развитие банковской системы России», многократный лауреат премии.

## Деятельность в Государственной Думе
В 2021 году избран депутатом Государственной Думы Российской Федерации восьмого созыва, член Комитета по финансовому рынку. Председатель Подкомитета и Экспертного совета по устойчивому развитию и зеленому финансированию (ESG). Является соавтором 48 законопроектов, прежде всего в сфере регулирования финансового рынка и банковского сектора. Член рабочих групп по подготовке годового отчета Банка России, рассмотрению Основных направлений развития финансового рынка, Единой государственной денежно-кредитной политики Российской Федерации. Руководитель Рабочей группы по подготовке предложений для выработки механизма реализации норм Федерального закона от 10.05.1995 № 73-ФЗ «О восстановлении и защите сбережений граждан Российской Федерации».

## Награды
- Медаль ордена «За заслуги перед Отечеством» II степени, март 2021
- Медаль «В память 850-летия Москвы», февраль 1997
- Благодарность Президента Российской Федерации, октябрь 2016
- Орден Салавата Юлаева, государственная награда Республики Башкортостан, январь 2025
- Благодарность Председателя Государственной Думы Федерального Собрания Российской Федерации, сентябрь 1998
- Благодарность Председателя Совета Федерации Федерального Собрания Российской Федерации, июль 1997
- Медаль Совета Федерации Федерального Собрания Российской Федерации: «Совет Федерации. 15 лет», сентябрь 2010 г.; «Петербургский международный экономический форум», июль 1997 г.

## Санкции
23 февраля 2022 года внесён в санкционные списки стран Евросоюза за действия и политику, которые подрывают территориальную целостность, суверенитет и независимость Украины и еще больше дестабилизируют Украину.
24 февраля 2022 года включён в санкционный список Канады «близких соратников режима» за голосование о признании независимости «так называемых республик в Донецке и Луганске».
24 марта 2022 года, на фоне вторжения России на Украину, включён в санкционный список США за «соучастие в войне Путина» и «поддержку усилий Кремля по вторжению в Украину», Госдеп США заявил что депутаты Госдумы используют свои полномочия для преследования инакомыслящих и политических оппонентов, нарушают свободу информации, ограничивают права человека и основные свободы граждан России.
По аналогичным основаниям, с 25 февраля 2022 года находится под санкциями Швейцарии. С 26 февраля 2022 года находится под санкциями Австралии. С 11 марта 2022 года находится под санкциями Великобритании. С 18 марта 2022 года находится под санкциями Новой Зеландии. С 12 апреля 2022 под персональными санкциями Японии. Указом президента Украины Владимира Зеленского с 7 сентября 2022 года находится под санкциями Украины.